# Clouds (rockband)
Clouds was een Britse muziekgroep, die bestond tussen 1968 en 1971. De groep ging ten onder aan (voor hun) verkeerde beslissingen en pech met managers.

## Geschiedenis
De geschiedenis van Clouds is terug te voeren tot 1964 als in Edinburgh het bandje The Premiers ontstaat. Ian Ellis (zang), Derek Reid (gitaar), James Lafferty (ritmegitaar), Bill Lawrence (basgitaar) en Harry Hughes vormden een coverband, die het in eerste instantie zonder pianist/toetsenist moest doen. Billy Ritchie werd vervolgens aangetrokken om die leemte op te vullen. Dat had als resultaat dat van de oorspronkelijke band maar een trio overbleef: Ellis, Ritchie en Hughes. Ondertussen had The Premiers de gang naar Londen gemaakt, daar was de kans succes te krijgen groter. Het trio nam een andere naam aan: 1-2-3. Een van de eerste optreden in de nieuwe samenstelling was in Falkirk, in 1967 stond de band in Marquee te Londen. Daar viel de band op bij Robert Stigwood, die ze onderbracht bij hetzelfde management als The Beatles (NEMS). Medeleider van NEMS was Brian Epstein. Epstein kwam daarna al snel te overlijden en Stigwood kreeg de Bee Gees onder zijn hoede. Stigwood besteedde te veel tijd aan de Bee Gees en Clouds stond op dood spoor. Fan van het eerste uur was een jonge David Bowie. 1-2-3 zong destijds nog voornamelijk covers van bijvoorbeeld The Zombies (She's not there) en Paul Simon (America, dat toen nog niet door Simon was opgenomen).
Eenmaal door Stigwood weer naar Noord-Engeland “verbannen”, viel de band op bij Terry Ellis, een van de oprichters van Chrysalis Records en ook manager. Terry Ellis vond de naam maar niets en wijzigde die in Clouds, terwijl de naam 1-2-3 juist enige bekendheid kreeg. Een voordeel was wel, dat de groep een platencontract had. Een eerste teken op albumgebied was een nummer op het verzamelalbum You can all join in van Island Records getiteld I'll Go Girl. Het eerste album kon daardoor aangekondigd worden; het album verscheen in 1969. Opnieuw was er pech voor Clouds; Terry Ellis had ook nog een andere band onder zijn hoede en de roem daarvan steeg plotseling: Jethro Tulls Aqualung kwam eraan. Opnieuw kwam Clouds op een dood spoor te staan. Na drie albums hadden de heren er geen zin meer in en de band stierf een zachte dood.
De grotendeels onbekende band had toch twee belangrijke wapenfeiten binnen de progressieve rock. Billie Ritchie wordt soms gezien als een van de eerste echte toetsenisten, waarbij later Keith Emerson en Rick Wakeman zich aansloten. Harry Hughes was voorbeeld voor Carl Palmer en Bill Bruford, hij gaf ze uiteindelijk zelfs lessen. Ritchie en Hughes speelden nog mee met de proefopnames van Bowie’s Hunky Dory, daarna verdwenen ze in de vergetelheid. Ian Ellis is anno 2011 nog steeds actief via bijvoorbeeld Alex Harvey, Savoy Brown, Pete Townshend Band en Steve Hackett belandde hij in Tyla Gang en Ummagumma (een Pink Floyd-tributeband).

## Discografie

### albums
De albums werden regelmatig opnieuw uitgegeven:
- 1969: The Clouds scrapbook
- 1970: Up above our heads (alleen VS en Canada)
- 1971: Watercolour days

### singles
- 1969: Make no bones about it/Heritage
- 1969: Scrapbook/Carpenter
- 1969: Scrapbook/Old man
- 1970: Take me to your leader/Old man

### verzamelalbums
- 1969: You can all join in
- 1969: Best of Islands
- 1969: London pop news
- 1970: Bumpers